# Departamento San Martín (Santa Fe)
Departamento San Martín es una subdivisión administrativa de la provincia de Santa Fe, Argentina. Está ubicado al centro-sur de la provincia antes mencionada. Fue creado en 1890 con tierras del departamento San Jerónimo.

## Superficie y límites
El departamento posee una extensión de 4.860 km² y limita al norte con los departamentos de Castellanos y Las Colonias, al este con el departamento San Jerónimo, al sur con el departamento Belgrano y al oeste con la provincia de Córdoba.

## Distritos
El departamento comprende un total de 17 distritos, categorizados en 3 municipios de 2.ª categoría:
| Municipio | Población municipio (2010) | Localidad | Población localidad (2010) |
| El Trébol | 11.523                     | El Trébol | 11.086                     |
| San Jorge | 18.056                     | San Jorge | 17.615                     |
| Sastre    | 5.717                      | Sastre    | 5.425                      |
| --------- | -------------------------- | --------- | -------------------------- |

Y 14 comunas:
| Comuna                    | Población comuna (2010) | Localidad                 | Población localidad (2010) |
| Cañada Rosquín            | 5.366                   | Cañada Rosquín            | 5.008                      |
| Carlos Pellegrini         | 5.311                   | Carlos Pellegrini         | 4.971                      |
| Casas                     | 925                     | Casas                     | 729                        |
| Castelar                  | 887                     | Castelar                  | 614                        |
| Colonia Belgrano          | 1.284                   |                           |                            |
| ------------------------- | ----------------------- | ------------------------- | -------------------------- |
| Colonia Belgrano          | 1.284                   | Colonia Belgrano          | 908                        |
| Colonia Belgrano          | 1.284                   | Wildermuth                | 155                        |
| Crispi                    | 591                     | Crispi                    | 267                        |
| Landeta                   | 1.525                   | Landeta                   | 1.357                      |
| Las Bandurrias            | 304                     | Las Bandurrias            | 172                        |
| Las Petacas               | 1.031                   | Las Petacas               | 872                        |
| Los Cardos                | 1.438                   | Los Cardos                | 1.310                      |
| María Susana              | 3.478                   | María Susana              | 3.197                      |
| Piamonte                  | 3.533                   | Piamonte                  | 3.336                      |
| San Martín de las Escobas | 2.683                   | San Martín de las Escobas | 2.299                      |
| Traill                    | 190                     | Traill                    | 65                         |

## Demografía
Según los resultados definitivos del censo de 2022 la población del departamento alcanza los 67.827 habitantes.
La población se encuentra repartida en 34 651 mujeres y 33 176 hombres, con un índice de masculinidad de 95,7 hombres por cada 100 mujeres. 
La edad mediana de la población es de 35 años (36 años entre las mujeres y 34 años entre los hombres).
El 14,4% de la población tiene más de 65 años (frente al 14,2% en 2010), y el 3,6% de la población tiene más de 80 años (indicando un retroceso frente al 3,4% en 2010)
De las personas residentes en el departamento, unas 8 447 (12,4% del total departamental) nacieron en otra provincia, y unas  417 (0,6% del total departamental) lo hicieron fuera del país, siendo los grupos de inmigrantes más numerosos los provenientes de:
- Paraguay: 61 personas
- Bolivia: 52 personas
- Uruguay: 33 personas
- Venezuela: 31 personas
- China: 30 personas